# Marzban
Marzban, marzbán o Marzpan (transliteración del persa medio: mrzwpn, derivada de marz, 'frontera, límite' y el sufijo -pān, 'guardián'; persa moderno: مرزبان, Marzbān) era una clase de margrave, guardián de las marcas, y por extensión, comandantes militares a cargo de las provincias fronterizas del Imperio parto (247 a. C. – 224) y sobre todo, del Imperio sasánida (224–651) del Imperio persa.

## Etimología
La palabra persa marz se deriva del avestán marəza 'frontera, límite'; pān / pāvan está relacionado con el avestán y persa antiguo pat, 'protector'. La palabra fue tomada prestada del persa al árabe como مرزبان marzubān (plural مرازبة, marāziba). 'Al-Marzubani' (المرزباني) se ha utilizado como un nisba (título o afiliación familiar) para algunas familias iraníes cuyo antepasado era un marzbān. El destacado erudito islámico Abu Hanifa, cuyo nombre formal en fuentes islámicas se expresa como Nu'man ibn Thabit ibn Zuta ibn Marzubān (نعمان بن ثابت بن زوطا بن مرزبان), era descendiente de los marzbanes de Kabul, de donde procedía su padre. Los gobernantes de las dinastías Bavándida (651–1349) y Salárida (919–1062) también usaron marzubán en su nombre.

## Historia
La tradición de los rangos (principalmente de vāspuhrān y āzādān) se remonta al Imperio aqueménida (550–330 a. C.), pero debido a la falta de fuentes incluso en el Imperio parto (247 a. C. - 224) se desconoce la existencia de una clasificación adecuada de los rangos, en comparación con las inscripciones reales sasánidas del siglo III, cuando la aristocracia se dividió en cuatro o cinco rangos; šahrdārān (reyes, propietarios de tierras) , vāspuhrān (príncipes; las siete grandes familias nobles), wuzurgān (magnates, 'los grandes'), baja nobleza āzādān (nobles feudales; hombres libres) y kadag-xwadāy (propietarios de una vivienda). La organización militar sasánida era más sofisticada que el sistema heredado de los partos. El sistema de castas no era rígido como en la India, pero los funcionarios gobernantes eran principalmente de la casta wuzurgān. Existe la posibilidad de que el marzbānān sasánida tardío también se originaran a partir del āzādān, que en su mayoría eran señores de los poblados (dihqānān) que suministraban a la caballería de jinetes jóvenes (savaranos), o eran guardias y fuerzas de seguridad con títulos de bandagān, ayyārān o jānbāzān, todos con asociación significativa con el rey.
El título de marzban puede datarse del Imperio parto, donde en las zonas fronterizas como Nisa (siglo I a. C.) se encuentran los títulos de mrzwpn (marzban), probablemente un oficial a cargo de las tropas fronterizas, y dyzpty, un oficial a cargo de un fuerte. Algunos estudiosos consideran que los marzbanes existieron durante el reinado de Darío I (550–486 a. C.) del Imperio aqueménida. Existe incertidumbre sobre la relación exacta entre los títulos marzbān, spāhbed, kanārang, pāygōsbān (el parto ptykwspn, el sasánida paygospān o padhospān) y ostāndār. Las fuentes históricas desdibujan la distinción entre el marzbān y el spāhbed (general del ejército o gobernador militar), lo que implica que marzban era un título militar estrictamente limitado a las marcas y provincias fronterizas. Menos claro es la distinción con kanārang, aparentemente una derivación irano oriental de marzbān en la provincia de Abarshahr en Asia Central. El pāygōsbān, que significa 'guardián del distrito', es un título incierto, aparentemente un comandante o gobernador militar provincial, mientras que el  marzban significa 'guardián de las fronteras, provincias'. Quizás el pāygōsbān no tenía cometidos civiles. El ostāndār era el gobernador de un ostān (provincia o distrito dentro de una provincia).
Las fuentes primarias implican que el marzban era una función practicada para una o varias provincias, pero no hay evidencia de una 'cuarta parte del imperio', como al-Masudi titulaba a Sharvaraz (año 629). El rango de marzban, como en la mayoría de la administración imperial, era mayormente patrimonial, y se transmitía a través de una sola familia por generaciones. A los marzbanes de mayor antigüedad les fueron permitidos un trono de plata, mientras que a los marzbanes de las provincias fronterizas más estratégicas, como la provincia de Armenia, se les permitía un trono de oro. En las campañas militares, los marzbanes regionales podrían ser considerados como "mariscales de campo", mientras que los de rango inferior de spahbeds podrían comandar un ejército de campo.
La función del marzban cambió con los años, con unidades territoriales más pequeñas que formaban parte de la administración civil. En los primeros años, las principales regiones de marzabanes eran Armenia, Beth Aramaye, Pars, Kirman, Spahan, Adurbadagan, Tabaristán, Nishapur, Tus, Sakastán, Mazun, Harev, Marv y Sarajs, varias mencionadas pertenecientes al Gran Jorasán. Algunas regiones gozaban de una considerable autonomía, mientras que otras eran militarmente más importantes, como por ejemplo, Adurbadagan que de cara al Cáucaso era una frontera militar especial.
A los marzbanes se les otorgó la administración de las provincias fronterizas y fueron responsables de mantener la seguridad de las rutas comerciales, luchar contra las tribus nómadas invasoras como los árabes beduinos, los hunos blancos y los turcos oguz y mantener la primera línea de defensa ante los enemigos establecidos como los romanos y los kushanes. Durante el reinado de Cosroes I (531–579) se llevaron a cabo reformas militares por las que se crearon cuatro regiones fronterizas, Jwarasan, Jwarwaran, Nemroz y Adurbadagan, con un spahbed a cargo, a veces todavía llamado marzban, pero ahora generalmente se consideraba más para las provincias centrales. Además, el rango de nobleza anterior el dihqanan se transformó en una influyente 'nobleza de servicio' que llegó a convertirse en la columna vertebral del estado sasánida. Sin embargo, estas medidas de centralización causaron la transferencia del poder a los militares (el dihqanan gradualmente se hizo más independiente del gobierno, mientras que los cuatro grandes territorios spahbed llegaron a ser feudos quasi independientes), lo que condujo a la eventual desintegración del Imperio.
La estructura y sistema social, administrativo y militar de los sasánidas fueron heredados por la civilización islámica medieval, aunque los marzbanes fueron desapareciendo gradualmente, dependiendo de la región. En Irak fueron disminuyendo y reemplazados por guerreros musulmanes de la frontera musulmana, los muqatila, mientras que en Jorasán todavía tuvieron privilegios especiales. En general fueron reemplazados por el título de dihqanan.